# Aminetou Mint El-Moctar
Pour les articles homonymes, voir El-Moctar.
Aminetou Mint El-Moctar, née Aminetou Ely  à Nouakchott le 13 décembre 1956,  est une féministe et une militante mauritanienne des droits humains. Elle est engagée notamment contre le mariage forcé d’enfants, pour les droits des femmes et contre l’esclavage. Elle préside l'Association des femmes chefs de famille (AFCF). 

## Biographie
Elle naît en 1956 et grandit dans une famille de la noblesse maure, à Nouakchott, dans une fratrie de 8 enfants. À l'âge de 13 ans, elle fréquente des militants marxistes. Encore adolescente, elle est plusieurs fois arrêtée par la police. Elle prend aussi fait et cause pour les esclaves de sa famille, et les incite à fuir. La société mauritanienne est hiérarchisée en castes et l’esclavage a toujours cours, même si celui-ci est théoriquement banni,.
À 15 ans, elle épouse un journaliste pour échapper à sa famille. Leur mariage dure neuf ans mais ne résiste pas à ses engagements politiques. Elle est mère d’une petite fille. Elle aura ensuite trois autres enfants de deux autres mariages de courte durée. Exclue de l’école, elle doit se cacher et est hébergée chez des Haratins. Elle vit de petits boulots, vendeuse de cigarettes, standardiste, assistante sociale, etc., puis participe à un programme d’aide financé par les Qataris. Mais elle est licenciée pour ses engagements contre la traite sexuelle de jeunes filles envoyées sur la péninsule arabique,.
En 1991, lors de massacres contre les minorités noires, elle est de nouveau arrêtée et torturée. En 1999, elle crée l’Association des femmes chefs de famille (AFCF), qui dispose, depuis, de milliers de membres et de plusieurs centres d’accueil, certains destinés aux enfants, ou aux femmes, d’autres aux victimes de l’esclavage.
En 2014, une fatwa est lancée contre elle par l’imam d’un courant islamiste radical mauritanien, dénommé Ahbab Errassoul (les amis du prophète), pour avoir pris publiquement la défense d’un blogueur issu de la basse caste des forgerons et accusé par ces islamistes d’apostasie, Mohamed Ould Cheikh M'Kheitir. Elle se bat dans la deuxième partie des années 2010 pour obtenir une législation plus protectrice, contre les violences faites aux femmes,. Elle est un moment incarcérée en 2020 pour son combat pour la laïcité, avec d'autres personnes dont Mekfoula Mint Brahim,.

## Distinctions
Après avoir obtenu le Prix des Droits de l'homme de la République française en 2006, elle se voit décerner le 14 juin 2010, des mains de la secrétaire d’État américaine Hilary Clinton, une distinction pour son combat contre l’esclavage.
Elle s'est vue également décernée la Légion d'Honneur par la France.